# Ньюджент, Эллиотт
Эллиотт Ньюджент (англ. Elliott Nugent; 20 сентября 1896[…], Довер, Огайо — 9 августа 1980, Нью-Йорк, США) — американский кинорежиссёр, сценарист и актёр. Известен постановкой кинофильмов с участием Боба Хоупа, сочетающих жанры комедии и нуара.

## Биография
Эллиотт Ньюджент родился в 1896 году в небольшом городе Довер на востоке штата Огайо, США в семье драматурга и актёра Джона Чарлза Ньюджента (1868—1947). В начале 1920-х в Бродвейских театрах уже исполнялись его пьесы, написанные как в соавторстве со своим отцом, так и вместе с товарищем по колледжу Джеймсом Тербером — впоследствии известным в США писателем-юмористом, причём в нескольких спектаклях Эллиотт выступал в качестве актёра. Артистическую карьеру в немом кино начал в 1925 году. В 1932 году впервые выступил режиссёром в криминальной драме «The Mouthpiece» с Уорреном Уильямом и Сидни Фокс в главных ролях. Коммерческий успех пришёл после начала сотрудничества с набиравшем популярность комиком Бобом Хоупом в кинокомедиях «Give Me a Sailor» (1938 год), «Никогда не отчаивайся» (1939 год), «The Cat and the Canary» (1939 год) и других. Последней совместной работой стала комедия, пародирующая фильмы нуар «Моя любимая брюнетка» (1947 год).
Эллиотт Ньюджент сотрудничал с такими актёрами как Бинг Кросби («Она меня не любит», 1934 год, «Добро пожаловать, незнакомец», 1947 год), Гарольдом Ллойдом («Professor Beware», 1938 год), Генри Фонда и Оливия де Хэвилленд («Зверь мужского пола», 1942 год), Дэнни Кей («Up in Arms», 1944 год), Алан Лэдд (Великий Гэтсби, 1949 год). Последней режиссёрской работой Ньюджента стал фильм «Just for You» (1952 год). Уход из кинобизнеса не старого ещё человека (56 лет) связан с чрезмерным употреблением алкоголя, повлекшим негативные изменения в психике. Однако Ньюджент не оставил творчество, до конца 1950-х годов продолжая сниматься в телевизионных постановках.
В 1965 году издал достаточно откровенную книгу воспоминаний «События, приведшие к комедии» (англ. Events Leading Up to the Comedy). На протяжении карьеры поставил 31 фильм и снялся более, чем в 20 ролях.
Был женат на актрисе Норме Ли.
Скончался в возрасте 83 лет в Нью-Йорке.

## Фильмография
- 1929 — Wise Girls (uncredited)
- 1932 — Адвокат / The Mouthpiece
- 1932 — Life Begins (co-director)
- 1933 — Whistling in the Dark
- 1933 — Треугольная Луна / Three Cornered Moon
- 1933 — Если бы я был свободен / If I Were Free
- 1934 — Two Alone
- 1934 — Strictly Dynamite (uncredited)
- 1934 — Любит, не любит / She Loves Me Not
- 1935 — Enter Madame!
- 1935 — Love in Bloom
- 1935 — College Scandal
- 1935 — Splendor
- 1936 — And So They Were Married
- 1936 — Wives Never Know
- 1937 — It's All Yours
- 1938 — Осторожно, профессор / Professor Beware
- 1938 — Выйти замуж за моряка / Give Me a Sailor
- 1939 — Никогда не отчаивайся / Never Say Die
- 1939 — Кот и канарейка / The Cat and the Canary
- 1941 — Ничего, кроме правды / Nothing But the Truth
- 1942 — Зверь мужского пола / The Male Animal
- 1943 — Хрустальный шар / The Crystal Ball
- 1943 — Солдатский клуб / Stage Door Canteen — в роли самого себя
- 1944 — Вступайте в ряды армии / Up in Arms
- 1947 — Моя любимая брюнетка / My Favorite Brunette
- 1947 — Добро пожаловать, незнакомец / Welcome Stranger
- 1948 — My Girl Tisa
- 1949 — Мистер Бельведер едет в колледж / Mr. Belvedere Goes to College
- 1949 — Великий Гэтсби / The Great Gatsby
- 1950 — The Skipper Surprised His Wife
- 1951 — My Outlaw Brother
- 1952 — Только для тебя / Just for You